# 池山站
池山站（：／ Jisan yeok */?）是大邱地鐵3號線沿線的一座高架車站，位於韓國大邱廣域市壽城區池山洞。

## 車站結構
站體為2面2線側式月台的高架車站，候車月台設有半高式月台門，僅有1處出口。

### 月台配置
| 壽城池 ↑ |
| \| 上    |
| ↓ 凡勿   |

| 月台 | 路線               | 目的地                             |
| ---- | ------------------ | ---------------------------------- |
| 上行 | ●大邱都市鐵道3號線 | 壽城池、西門市場、漆谷慶大醫院方向 |
| 下行 | ●大邱都市鐵道3號線 | 凡勿、龍池方向                     |

## 歷史
- 2015年4月23日：開通啟用。

## 車站周邊
- 池山洞郵局
- 大邱龍池初等學校
- 大邱池山初等學校
- 池山中學
- 新韓銀行池山分行

## 圖片

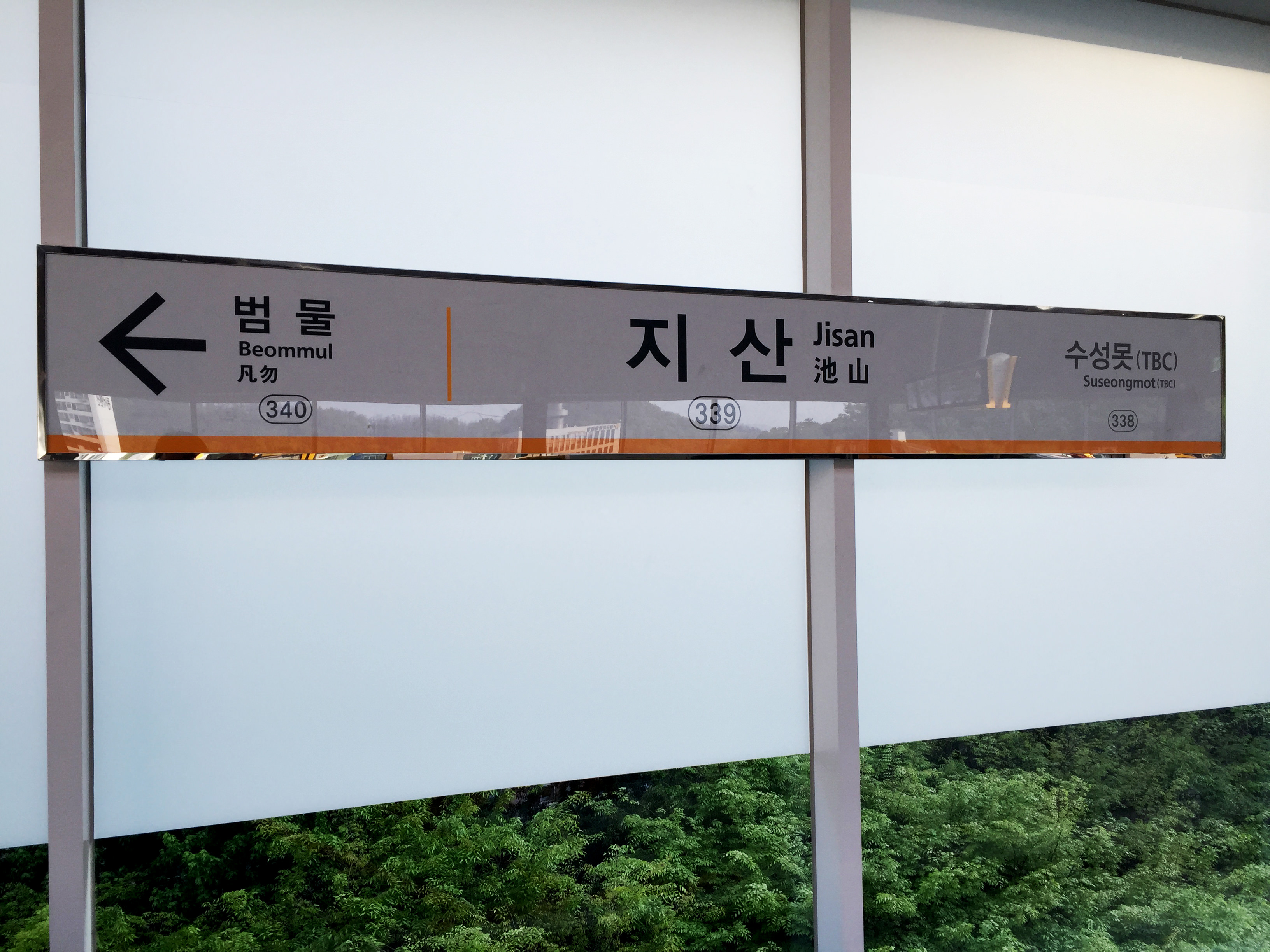
站名牌
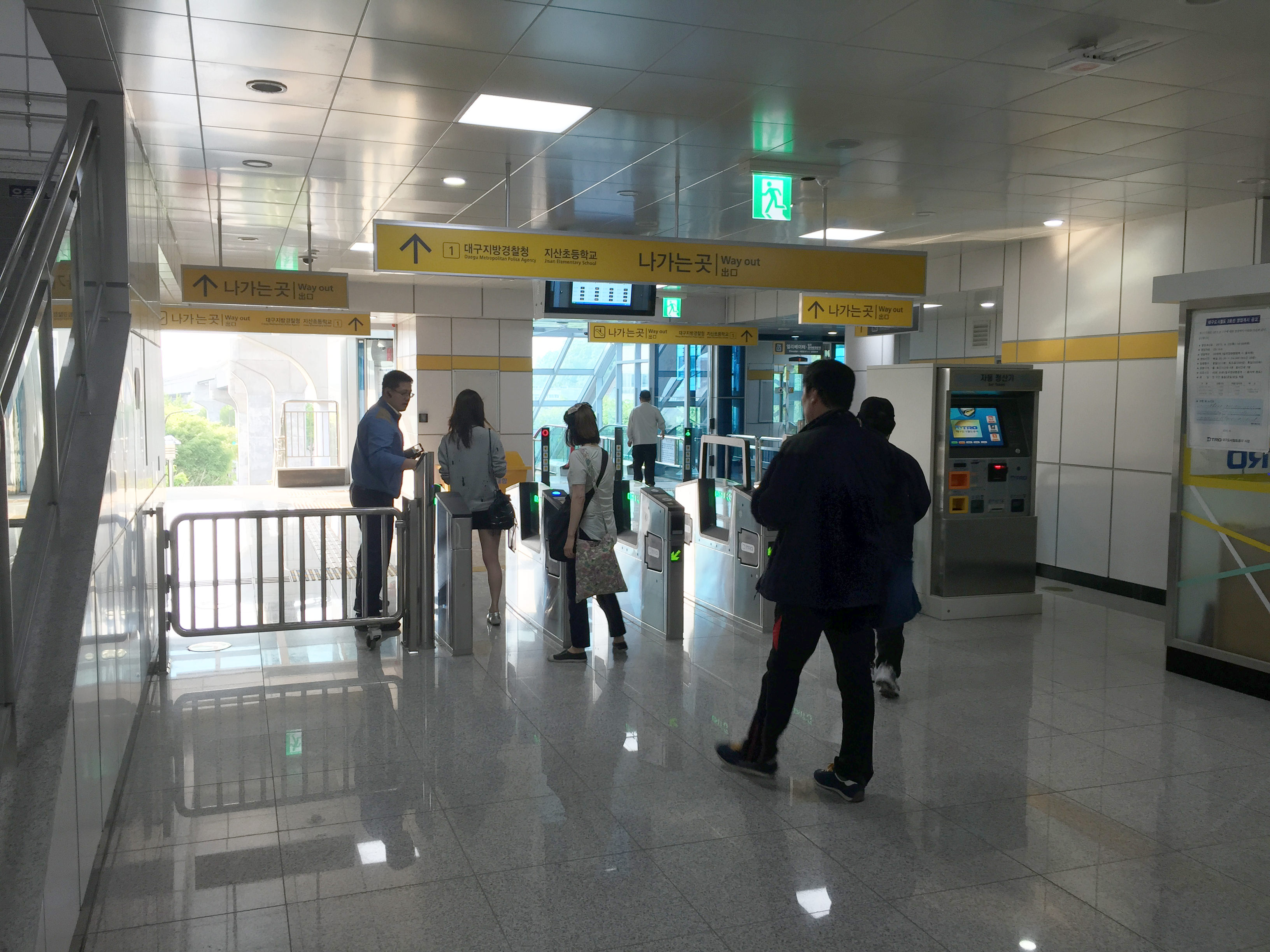
剪票閘口
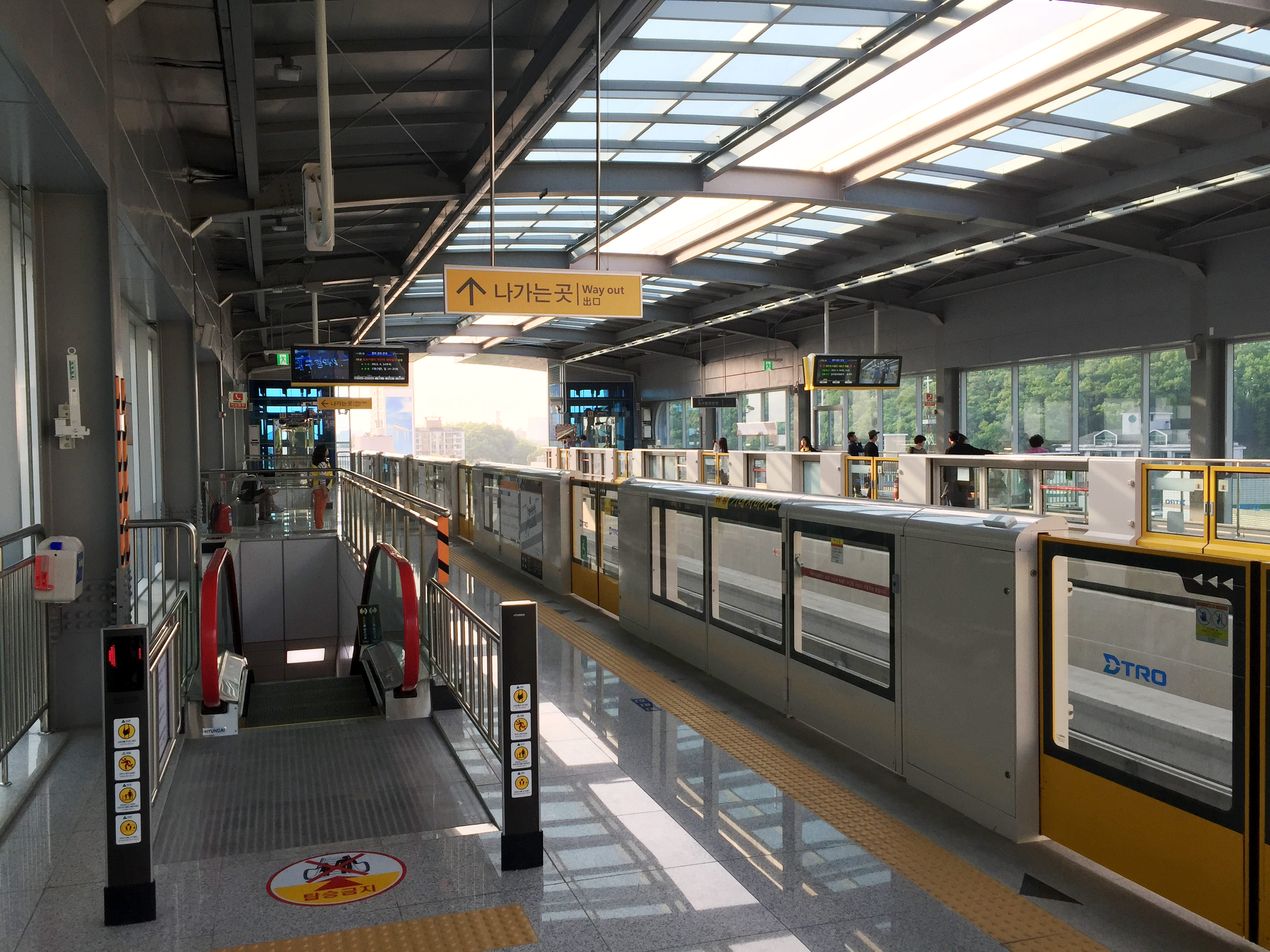
候車月台
車站建築

## 相鄰車站
大邱都市鐵道公社
●大邱都市鐵道3號線
壽城池（338）－池山（339）－凡勿（340）